# كفر الغوابين
كفر الغوابين هي إحدى قرى مركز فارسكور التابع لمحافظة دمياط بجمهورية مصر العربية.